# Особиста безпека
Особиста безпека або безпека особи — це основне право, яке гарантоване Загальною декларацією прав людини, Європейською конвенцією з прав людини, Конституціями різних країн світу та іншими законами. Також це практична система заходів, направлених на забезпечення здоров'я і життя кожної окремої людини. 
Концепція безпеки значно еволюціонувала з часом під впливом суспільних норм, правових рамок та індивідуального досвіду. Оскільки питання безпеки перетинаються з ширшою соціальною динамікою, особиста безпека стала критично важливою проблемою, особливо в міських середовищах, де страх перед насильством може обмежувати свободу людей та їхній доступ до громадських місць.
Особиста безпека охороняється організаційно-правовими заходами і структурами країни, в якій проживає людина. В більшості випадків особиста безпека залежить від людини та дотримання правил безпечної поведінки в тому чи іншому середовищі.

## Міжнародне право
10 грудня 1948 року Генеральною Асамблеєю ООН була прийнята Загальна декларація прав людини, яка стала результатом безпосереднього досвіду Другої світової війни і представляє перше глобальне вираження невід'ємних прав, які мають усі люди. Стаття 3 наголошує, що «Кожна людина має право на життя, на свободу і на особисту недоторканність». 
Право на особисту безпеку згадується у статті 5 Європейської конвенції з прав людини під заголовком «Право на свободу та особисту безпеку» («Кожна людина має право на свободу та особисту безпеку») та у статті 6 Хартії основних прав Європейського Союзу («Кожна людина має право на свободу та особисту безпеку»). 

## Види загроз для особистої безпеки
Загрози вивчаються та визначаються безпекою життєдіяльності, системою знань про захищеність життя і діяльності особистості, суспільства і життєвого середовища від небезпечних факторів природного і штучного характеру.
- Пожежа в помешканні;
- Травмування;
- Отруєння;
- Небезпека в інтернеті;
- Порушення правил поведінки на воді;
- Дорожньо-транспортна пригода;
- Порушення правил поводження із тваринами.

## Правила особистої безпеки
Правила особистої безпеки людини складаються у суспільстві на основі законів, нормативних документів та практики, які люди застосовують для захисту себе від потенційної шкоди чи небезпеки в різних середовищах, таких як міста, домівки, робочі та громадські місця і пов'язані зі свободою.

### 1.Будьте уважні до свого оточення
- Завжди оцінюйте ситуацію, в якій ви перебуваєте та стан навколишнього середовища.
- Звертайте увагу на незвичайні або підозрілу поведінки людей навколо.
- Уникайте темних і незнайомих місць.

### 2. Дотримуйтесь правил дорожнього руху
- Пішоходи повинні використовувати пішохідні переходи, а водії — пристосовувати швидкість до дорожніх умов.Також у темну частину доби необхідно носити із собою світловідбивальні елементи-флікери або обирати одяг світлих чи яскравих кольорів, щоб бути видимим для водія транспортного засобу.
- Не використовуйте мобільні телефони або інші пристрої під час переходу через дорогу.
- Завжди одягайте ремінь безпеки в автомобілі.

### 3. Захист від кримінальних загроз
- Уникайте конфліктних ситуацій і не вступайте в суперечки з незнайомцями.
- Зберігайте готівку та цінні речі в безпечних місцях (сумка або рюкзак повинні бути на виду).
- Не розголошуйте особисту інформацію, особливо у громадських місцях.
- Використовуйте додатки для трекінгу або розповідайте близьким про свої плани, коли виходите з дому.

### 4. Безпека вдома
- Переконайтеся, що двері та вікна надійно закриті, особливо коли вас немає вдома.
- Використовуйте системи безпеки, такі як сигналізація або відеоспостереження.
- Не відкривайте двері незнайомцям, навіть якщо вони представляються працівниками служби.

### 5. Інтернет-безпека
- Використовуйте складні паролі та двоетапну автентифікацію для онлайн-акаунтів.
- Обережно ставтесь до електронних листів і повідомлень від незнайомців.
- Уникайте публікації особистої інформації в соціальних мережах.

### 6. Особиста гігієна і здоров'я
- Часто мийте руки і дотримуйтесь правил особистої гігієни.
- Уникайте контакту з незнайомими речами або поверхнями, які можуть бути забруднені (особливо в громадських місцях).
- У разі захворювання звертайтесь до лікаря та дотримуйтесь рекомендацій медиків.

### 7. Фізична безпека
- Розвивайте фізичну витривалість і навчайтеся основам самооборони.
- Використовуйте засоби захисту при заняттях спортом або у випадку небезпеки (наприклад, шоломи, наколінники).

## Безпека в умовах воєнного стану
24 лютого 2022 року в Україні запровадили воєнний стан по всій підконтрольній Україні території, введений у зв'язку з військовою агресією, повномасштабним вторгненням російських військ в Україну, який продовжувався пізніше постановою парламенту і наказом Президента. Наслідками війни були порушені національна безпека країни та права на безпеку людини, зокрема невід'ємне право на життя, яке закріплено в Конституції України ст. 27 («Права, свободи та обов'язки людини і громадянина»). Сумський державний педагогічний університет опублікував деякі правила з безпеки життєдіяльності в умовах воєнного стану.

## Правовий статус безпеки людини
Згідно Конституції України, недоторканність і  безпека визнаються найвищою соціальною цінністю людини (розділ 1, стаття 3).